# الولايات المتحدة وأسلحة الدمار الشامل
تُعرف الولايات المتحدة بأنها تمتلك ثلاثة أنواع من أسلحة الدمار الشامل، هي: الأسلحة النووية والأسلحة الكيمائية والأسلحة البيولوجية. تُعدّ الولايات المتحدة البلد الوحيد الذي استخدم الأسلحة النووية في الحرب، حين فجرت قنبلتان نوويتان فوق مدينتي هيروشيما وناغازاكي اليابانيتين في الحرب العالمية الثانية. طورت الولايات المتحدة النوع الأولي من القنبلة الذرية سريًا في فترة الأربعينيات من القرن العشرين تحت اسم «مشروع مانهاتن». تُعَد الولايات المتحدة رائدة في مجال تطوير قنابل الانشطار النووي والقنابل الهيدروجينية (التي تضمنت انشطارًا نوويًا). بقيت القوة النووية الأولى والوحيدة في العالم لأربع سنوات (1945-1949)، إلى أن نجح الاتحاد السوفيتي بإنتاج سلاحه النووي الخاص. تمتلك الولايات المتحدة ثاني أكبر عدد من الأسلحة النووية في العالم بعد روسيا.

## الأسلحة النووية

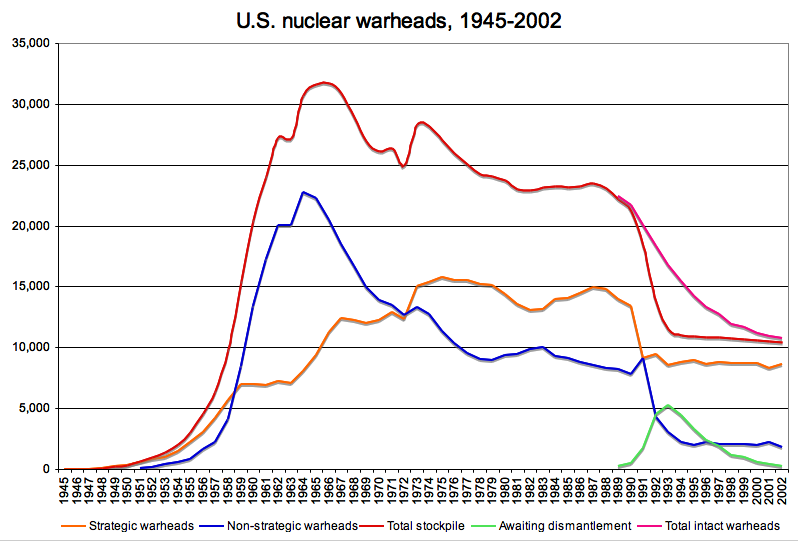
الترسانة النووية للولايات المتحدة خلال الفترة من عام 1945 حتى عام 2002.

استُخدمت الأسلحة النووية مرتين في الحرب: إذ استخدمت الولايات المتحدة السلاح النووي مرتين ضد اليابان في الحرب العالمية الثانية في قصف هيروشيما وناغازاكي. أسفر الهجومان بالمجمل عن مقتل 105,000 شخص وإصابة آلاف آخرين، في حين دمر مئات أو الآلاف من القواعد العسكرية والمصانع وأكواخ الصناعة المنزلية.
أجرت الولايات المتحدة برنامجًا للتجارب النووية الشاملة. أُجري 1054 اختبارًا بين عامي 1945 و1992. يعَد العدد الدقيق للأجهزة النووية التي فُجّرت غير واضح لأن بعض الاختبارات كانت تتضمن أكثر من جهاز واحد، بينما فشل عدد قليل منها في الانفجار أو صُممت بصورة لا تنتج انفجارًا نوويًا. أجرت الولايات المتحدة آخر تجربة نووية في 23 سبتمبر 1992؛ وقّعت الولايات المتحدة معاهدة الحظر الشامل للتجارب النووية لكن دون أن تصدق عليها.
تُنشر ترسانة الولايات المتحدة النووية في ثلاثة مجالات حاليًا:
- الصواريخ البالستية العابرة للقارات التي تُطلق من الأرض (آي سي بي إم).
- الصواريخ البالستية التي تُطلقها الغواصات النووية من البحر (إس إل بي إم).
- الأسلحة النووية التابعة لفرقة القاذفات الثقيلة في سلاح الجو الأمريكي، والتي تُطلق من الجو.

تعَد الولايات المتحدة واحدة من «دول الأسلحة النووية» الخمس الخاضعة لمعاهدة الحد من انتشار الأسلحة النووية، التي صادقت عليها الولايات المتحدة عام 1968. رفض مجلس الشيوخ الأمريكي التصديق على معاهدة الحظر الشامل للتجارب النووية في 13 أكتوبر 1999، وكان قد صدّق سابقًا على معاهدة الحظر الجزئي للتجارب النووية عام 1963. بكل الأحوال، لم تختبر الولايات المتحدة سلاحًا نوويًا منذ عام 1992، على الرغم من أنها اختبرت العديد من المكونات غير النووية وطورت حواسب عملاقة قوية في محاولة لاستخلاص المعرفة المكتسبة من التجارب دون إجراء اختبارات فعلية.
توقفت الولايات المتحدة عن تطوير أسلحة نووية جديدة في أوائل التسعينيات من القرن العشرين، وتكرست معظم جهودها النووية الآن في برنامج الإشراف على المخزونات، والحفاظ على ترسانتها التي أصبحت قديمة في هذا الوقت وتفكيكها. قررت إدارة جورج دبليو. بوش عام 2003 البدء في البحث عن جيل جديد من الأسلحة النووية الصغيرة، بالأخص الأسلحة «الخارقة للأرض». ألغت الميزانية التي أقرها كونغرس الولايات المتحدة عام 2004 التمويل لبعض هذه البحوث بما في ذلك الأسلحة «الخارقة للأرض».

## الأسلحة البيولوجية
بادر رئيس الولايات المتحدة فرانكلين روزفلت ووزير الحرب الأمريكي بإنشاء برنامج الأسلحة البيولوجية الهجومية للولايات المتحدة في أكتوبر 1941. اُجري البحث في عدة مواقع. بُنيت منشأة إنتاج في تير هوت (إنديانا)، لكن الاختبارات التي أُجريت بمواد حميدة (غير سامة) أظهرت تلوثًا بالمنشأة لذا لم يحدث أي إنتاج في أثناء الحرب العالمية الثانية. بُنيت منشأة إنتاج أكثر تطورًا في باين بلاف بولاية أركنساس، التي شرعت بإنتاج أسلحة بيولوجية عام 1954. أصبحت منشأة فورت ديتريك في ميريلاند، فيما بعد منشأة إنتاج بالإضافة إلى موقع أبحاث. طورت الولايات المتحدة أسلحة بيولوجية مضادة للأفراد ومضادة للمحاصيل. طُورت العديد من أنظمة النشر بما في ذلك خزانات الرش الجوي، وأسطوانات رش الهباء الجوي، والقنابل اليدوية والرؤوس الحربية الصاروخية والقنابل العنقودية.
قدمت المملكة المتحدة وحلف وارسو في منتصف عام 1969 مقترحات -بشكل منفصل- إلى الأمم المتحدة لحظر الأسلحة البيولوجية، وقد أدت هذه المقترحات إلى معاهدة عام 1972. ألغت الولايات المتحدة برنامج الأسلحة البيولوجية الهجومية بموجب أمر تنفيذي في نوفمبر 1969 (برنامج الكائنات الدقيقة) وفي شهر فبراير 1970 (برنامج السموم) واُعطيت أمرًا بتدمير جميع الأسلحة البيولوجية الهجومية، وقد نُفذ هذا بين مايو 1971 وفبراير 1973. صدّقت الولايات المتحدة على بروتوكول جنيف في 22 يناير 1975. صدّقت الولايات المتحدة على اتفاقية الأسلحة البيولوجية (بي دبليو سي) التي دخلت حيز التنفيذ في مارس 1975.
استمرت المفاوضات حول بروتوكول التحقق الملزِم قانونيًا لاتفاقية الأسلحة البيولوجية لسنوات. انتهت المفاوضات عام 2001 عندما رفضت إدارة بوش الابن محاولة الموقعين الآخرين إنشاء بروتوكول للتحقق، بحجة أنه يمكن إساءة استخدامه للتدخل في البحوث البيولوجية المشروعة.

## الأسلحة الكيمائية
كان لدى الولايات المتحدة برنامج أسلحة كيميائية خاص بها -في الحرب العالمية الأولى- أنتج ذخائرها الكيميائية، بما في ذلك الفوسجين وغاز الخردل. أنتجت الولايات المتحدة نحو 4% فقط من إجمالي الأسلحة الكيميائية التي أُنتجت لتلك الحرب وما يزيد قليلًا عن 1% من أكثر الأسلحة فاعلية في ذلك العصر، وهو غاز الخردل. (عانت القوات الأمريكية من خسائر أقل من 6% بسبب الغاز). لم يُستخدم غاز اللويسيت في أثناء الحرب العالمية الأولى، على الرغم من أن الولايات المتحدة قد بدأت إنتاجًا واسع النطاق للويسيت لاستخدامه في الهجوم المخطط له أوائل عام 1919. أنشأت الولايات المتحدة أيضًا وحدة خاصة، تسمى فوج الغاز الأول، الذي استخدم الفوسجين في هجماته بعد أن نُشر الفوج في فرنسا.
لم يستخدم الحلفاء أو ألمانيا الحرب العالمية الثانية لأغراض عسكرية الأسلحة الكيميائية، لكن نشرت الولايات المتحدة هذه الأسلحة في أوروبا. هاجم الألمان ميناء باري في جنوب إيطاليا عام 1943، وأغرقوا العديد من السفن الأمريكية، من بينها سفينة جون هارفي، التي كانت تحمل غاز الخردل. استُشعر بوجود الغاز بدرجة عالية في المكان، ووفقًا للتقارير العسكرية الأمريكية، «اُرجعت 69 حالة وفاة كليًا أو جزئيًا إلى غاز الخردل، معظمهم من البحارة التجار الأمريكيين» من بين 628 ضحية عسكرية من غاز الخردل. أُبقيت الحادثة سرية في ذلك الوقت لعدة سنوات. شاركت الولايات المتحدة، بعد الحرب، في محادثات الحد من الأسلحة من ضمنها الأسلحة الكيميائية لكنها استمرت في تخزينها، وتجاوزت ترسانتها في النهاية 30,000 طن من المواد الكيميائية.
تابع جميع الحلفاء السابقين بعد الحرب المزيد من الأبحاث حول غازات الأعصاب الثلاثة الجديدة التي طورها النازيون، وهي: التابون والسارين والسومان. تعرض الآلاف من المتطوعين العسكريين الأمريكيين للعوامل الكيميائية على مدى العقود التالية في أثناء برامج اختبار الحرب الباردة، وأيضًا في حوادث غير مقصودة. (تسببت إحدى هذه الحوادث عام 1968 بمقتل نحوس 6400 من الأغنام عندما تسربت مواد كيمائية خلال اختبار في أرض تجارب دوغواي). اختبرت الولايات المتحدة أيضًا تشكيلة واسعة من المواد الكيميائية الممكنة غير القاتلة التي تسبب عجزًا سلوكيًا نفسيًا من ضمنها عقارات الإندول المخلة بالنفس مثل ثنائي إيثيل أميد حمض الليسرجيك (إل إس دي) ومشتقات الماريغوانا، وكثير من مضادات الكولين بالجليكولات. أعطى الناتو أحد المركبات المضادة للكولين (ثلاثي كينوكليدينيل البنزيلات) الرمز «بي زد»، وجُهّز ليكون سلاحًا للمعارك المحتملة في بداية الستينات من القرن العشرين. لم تُثبت مزاعم استخدام المواد الكيميائية من قِبل الولايات المتحدة في الحرب الكورية (1950-1953) مطلقًا.